# Норов Анатолій Михайлович
Анатолій Михайлович Норов (нар. 9 квітня 1937, Миколаїв, СРСР — 26 серпня 2018) — радянський футболіст, захисник. Майстер спорту СРСР (1964).

## Клубна кар'єра
У 17-ирічному віці Анатолія запросили в молодіжну команду, створену при Чорноморському суднобудівному заводі. Далі тренер Іван Колбанов запросив його в найсильніший обласної колектив «Авангард».
Строкову військову службу проходив в СКВО (Одеса). В одеській команді Норов сформувався як футболіст, став чемпіоном України, дебютував у чемпіонаті СРСР. Після армії повернувся в «Суднобудівник».
У перший же рік разом з командою став віце-чемпіоном УРСР (1960), в 1968 році виграв чемпіонат країни у другій групі класу «А», а в наступному сезоні дійшов до півфіналу Кубку СРСР. У багатьох іграх виводив миколаївських футболістів на поле з капітанською пов'язкою. Виступав у збірній УРСР класу «Б» (8.10.1961, Москва, РРФСР — УРСР 1:3) і збірній клубів України (1964, Україна — НДР 2:0), входив до числа 33 найкращих футболістів республіки (1960, 1961). 29 листопада 1964 року газета «Советский спорт» повідомила про присвоєння Норову звання «Майстер спорту СРСР».
У 1968 році Норова взяли допомогти «Авангарду» (Харків), який виступав в класі «А». У складі харків'ян Норов провів 18 матчів чемпіонату СРСР.

## Статистика виступів за Суднобудівник
| Клуб                      | Сезон                     | Чемпіонат | Чемпіонат | Кубок | Кубок | Загалом | Загалом |
| Клуб                      | Сезон                     | Матчі     | Голи      | Матчі | Голи  | Матчі   | Голи    |
| ------------------------- | ------------------------- | --------- | --------- | ----- | ----- | ------- | ------- |
| Суднобудівник             | 1960                      | 34        | 1         | 0     | 0     | 34      | 1       |
| Суднобудівник             | 1961                      | 30        | 3         | 1     | 0     | 31      | 3       |
| Суднобудівник             | 1962                      | 16        | 3         | н/д   | н/д   | 16      | 3       |
| Суднобудівник             | 1963                      | 41        | 5         | 3     | 0     | 44      | 5       |
| Суднобудівник             | 1964                      | 30        | 5         | 1     | 0     | 31      | 5       |
| Суднобудівник             | 1965                      | 34        | 3         | 1     | 0     | 35      | 3       |
| Суднобудівник             | 1966                      | 28        | 3         | 1     | 0     | 29      | 3       |
| Суднобудівник             | 1967                      | 38        | 2         | 1     | 0     | 39      | 2       |
| Суднобудівник             | 1968                      | 17        | 1         | 1     | 0     | 18      | 1       |
| Суднобудівник             | 1969                      | 6         | 0         | 0     | 0     | 6       | 0       |
| Суднобудівник             | Загалом                   | 274       | 26        | 9     | 0     | 283     | 26      |
| Усього за «Суднобудівник» | Усього за «Суднобудівник» | 274       | 26        | 9     | 0     | 283     | 26      |

## Кар'єра тренера
Після завершення ігрової кар'єри працював у тренерському штаті «Суднобудівника». З 1975 по 1976 року — старший тренер «корабелів». Довгий час працював директором миколаївської СДЮШОР. Також працював інспектором футбольних матчів у Федерації футболу України.

## Досягнення

### Командні
Суднобудівник
- Чемпіонат УРСР
  -  Срібний призер (1): 1960
  -  Бронзовий призер (1): 1959

- II група (2 підгрупа) чемпіонату СРСР
  -  Чемпіон (1): 1968

### Індивідуальні
- У списку 33-ох найкращих футболістів УРСР (2): 1960, 1961
- Майстер спорту СРСР: 1964